# Поточечная операция
В математике, пото́чечная опера́ция над двумя функциями f и g с одинаковой областью определения образуют новую функцию, значения которой являются результатом применения указанной бинарной операции к значениям f и g. Например, поточечное сложение наделяет функции на множестве со значениями в поле структурой линейного пространства.
Можно понимать поточечную операцию как функцию высшего порядка. Бинарную операцию можно считать одним из аргументов. Язык Haskell позволяет запись поточечной операции как:
```
 \b f g -> \x -> (f x) `b` (g x)
```

где b — бинарная операция, f, g — функции-операнды.

## Примеры
Поточечное сложение:
{\displaystyle h=f+g\iff h(x)=f(x)+g(x)}
Поточечное умножение:
{\displaystyle h=f\cdot g\iff h(x)=f(x)g(x)}